# Sprongbal

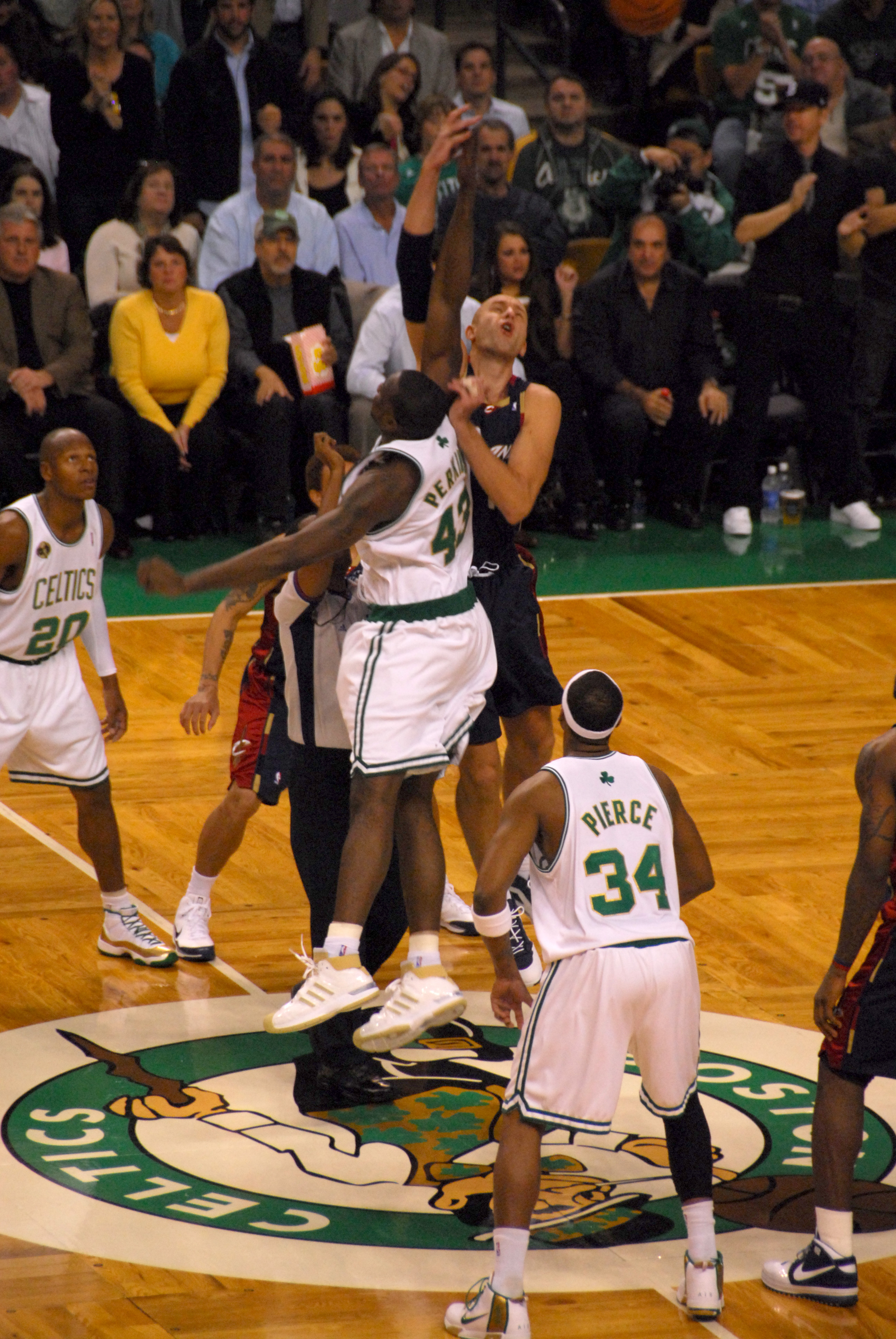
Sprongbal

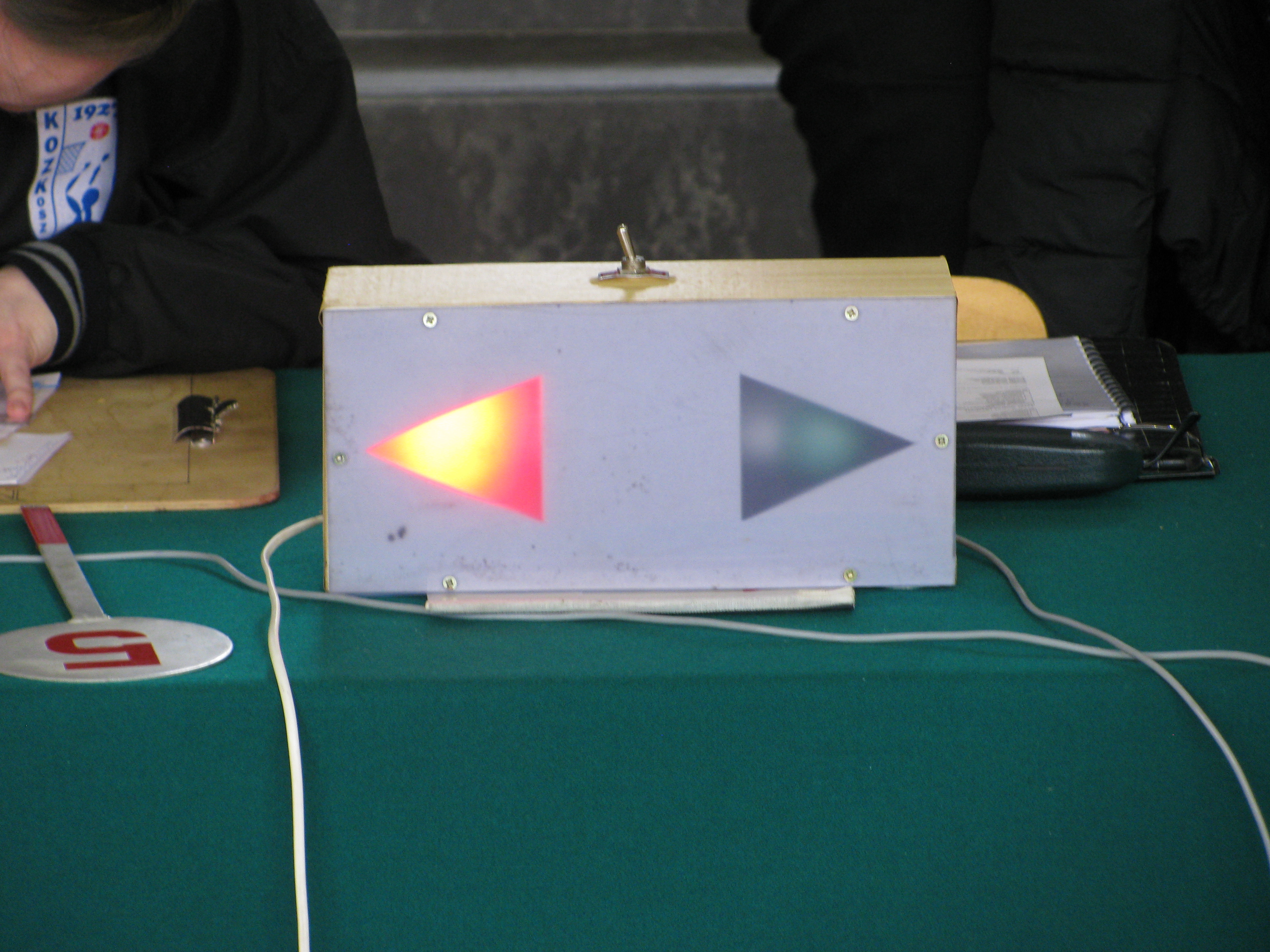
Pijl

De term sprongbal komt uit de sport basketbal. Bij een sprongbal neemt één speler van ieder team plaats in de middencirkel met een voet aan de middenlijn. De hoofdscheidsrechter gooit de bal recht omhoog, waarna de spelers proberen de bal, zodra deze het hoogste punt bereikt heeft, naar een van hun medespelers te tikken. Per speler zijn maximaal twee tikken toegestaan en een speler mag zich niet afzetten aan de andere zijde van de middenlijn.

## Sprongbalsituatie
Een sprongbalsituatie doet zich voor op verschillende momenten en geldt als neutrale aanvang of vervolg van de wedstrijd. De aanvang van de wedstrijd of periode geldt als sprongbalsituatie en iedere keer dat een scheidsrechter fluit voor sprongbal. Het fluitsignaal wordt hierbij voorzien van een handgebaar, dat bestaat uit twee in de lucht gestoken duimen. Een scheidsrechter kan fluiten voor een sprongbalsituatie:
- Bij balvast, wanneer twee tegenstanders tegelijk de bal vasthouden.
- De bal buiten het veld gaat en de scheidsrechters twijfelen (of het oneens zijn) wie als laatste de bal had aangeraakt.
- Er door beide teams bij de laatste niet geslaagde of enige vrije worp, een overtreding wordt begaan.
- Er een bal vast komt te zitten tussen bord en basket.
- Na bijvoorbeeld een dubbelfout en geen van beide ploegen balbezit heeft.

## Beurtelings balbezit
Tot 2004 werd na iedere sprongbalsituatie een sprongbal uitgevoerd. Dit gebeurde in de middencirkel of in de dichtstbijzijnde cirkel. Om het spel te versnellen en te versimpelen, werd besloten op basis van beurtelings balbezit te werken. Deze regel, overgenomen uit het rolstoelbasketbal, voorziet in een pijl op de jurytafel die aangeeft welk team bij de volgende sprongbalsituatie balbezit verkrijgt. Alleen bij aanvang van de wedstrijd wordt nog een aanvangssprongbal uitgevoerd. Het team dat deze sprongbal "verliest" verkrijgt de eerstvolgende keer balbezit. De pijl wijst na de sprongbal dan ook in de speelrichting van dit team. Na iedere uitgevoerde sprongbalsituatie wordt de pijl gedraaid.